# ورگویل
ورگویل (به فرانسوی: Vergaville) یک کمون در فرانسه است که در Canton of Dieuze واقع شده‌است.

## خصوصیات
ورگویل ۱۳٫۱۷ کیلومترمربع مساحت و ۵۴۴ نفر جمعیت دارد و ۲۸۰ متر بالاتر از سطح دریا واقع شده‌است.